# Traian Popovici

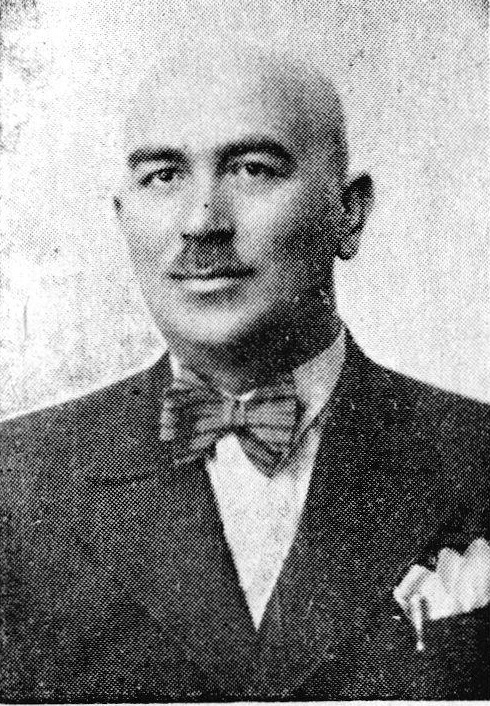
Traian Popovici 1934

Traian Popovici (geboren 17. Oktober 1892 in Rușii-Mănăstioara, Kreis Suceava; gestorben 4. Juni 1946 in Colacu, Kreis Suceava) war ein rumänischer Rechtsanwalt und Bürgermeister von Czernowitz. Für seinen Einsatz für die jüdischen Einwohner seiner Stadt wurde er 1969 in die Liste der Gerechten unter den Völkern aus Rumänien aufgenommen.

## Leben
Traian Popovici wurde in Udeştii (Bezirk Suczawa) als Sohn eines Priesters der orthodoxen Kirche geboren. Nach dem Gymnasium begann er ein Jurastudium, welches er 1914 für den freiwilligen Kriegsdienst in der rumänischen Armee unterbrach und 1919 mit der Dissertation abschloss. Danach arbeitete er als Anwalt in Czernowitz. Im Juni 1940 flüchtete er vor dem Einmarsch der Roten Armee nach Bukarest, wo er in der Betreuung rumänischer Flüchtlinge mitwirkte. Nach der Rückeroberung der Nordbukowina durch die rumänische Armee wurde er Anfang August 1941 zum Bürgermeister der Stadt Czernowitz ernannt.
Im Oktober 1941 wurden die 50.000 Juden der Stadt auf Anweisung von General Ion Antonescu in ein Ghetto verbracht. Als ihnen wenig später die Deportation in das rumänische Besatzungsgebiet Transnistrien drohte, protestierte Popovici, gemeinsam mit dem deutschen Konsul Fritz Schellhorn, beim Gouverneur General Calotesc mit dem Argument der Unabkömmlichkeit aus wirtschaftlichen Gründen gegen diese Anweisung. Antonescu gestattete eine vorläufige Ausnahmeregelung für 20.000 Juden. Die Auswahl traf eine Kommission der rumänischen Armee. Popovici selbst stellte für über 4.000 Juden Aufenthaltsgenehmigungen (autorizaţie) aus. Die meisten der zunächst geretteten Juden wurden im Sommer 1942 dennoch nach Transnistrien deportiert. Popovici wurde im Juni 1942 des Bürgermeisteramtes enthoben.
Als Ende 1943 der Rückzug der rumänischen Armee begann, versuchte Popovici erfolglos den Bukowiner Juden die Rückkehr aus Transnistrien zu ermöglichen. Nur wenigen gelang vor dem Sturz von Antonescu am 23. August 1944 die Heimkehr.
Popovici sagte nach 1945 im Prozess gegen Calotescu und andere Generäle über die Vorgänge in Czernowitz aus. Sein Bericht über die Deportationen wurde zunächst von Matatias Carp von der Bukarester Gemeinde im Schwarzbuch über die Leiden der Juden aus Rumänien veröffentlicht und fand 1962 Aufnahme in den von Hugo Gold herausgegebenen Band zur Geschichte der Bukowiner Juden.
Als Popovici 1946 starb, nahmen viele Juden an seiner Beisetzung teil. Der Leiter der jüdischen Gemeinde Bukarest, Wilhelm Filderman, dankte ihm. 1969 wurde er als erster Rumäne in der Gedenkstätte Yad Vashem als Helfer der Juden geehrt.

## Ehrungen

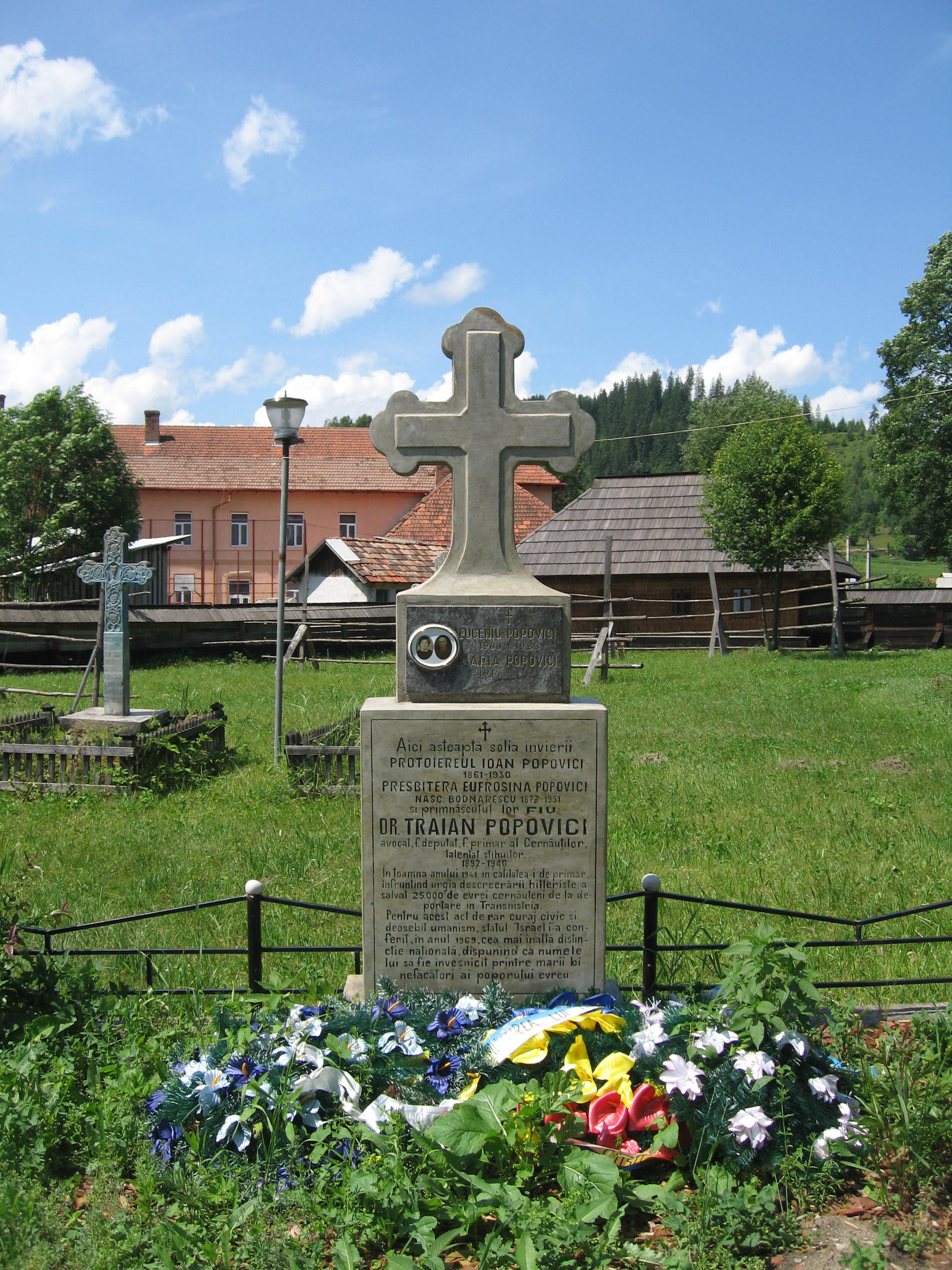
Grabstein Traian Popovici

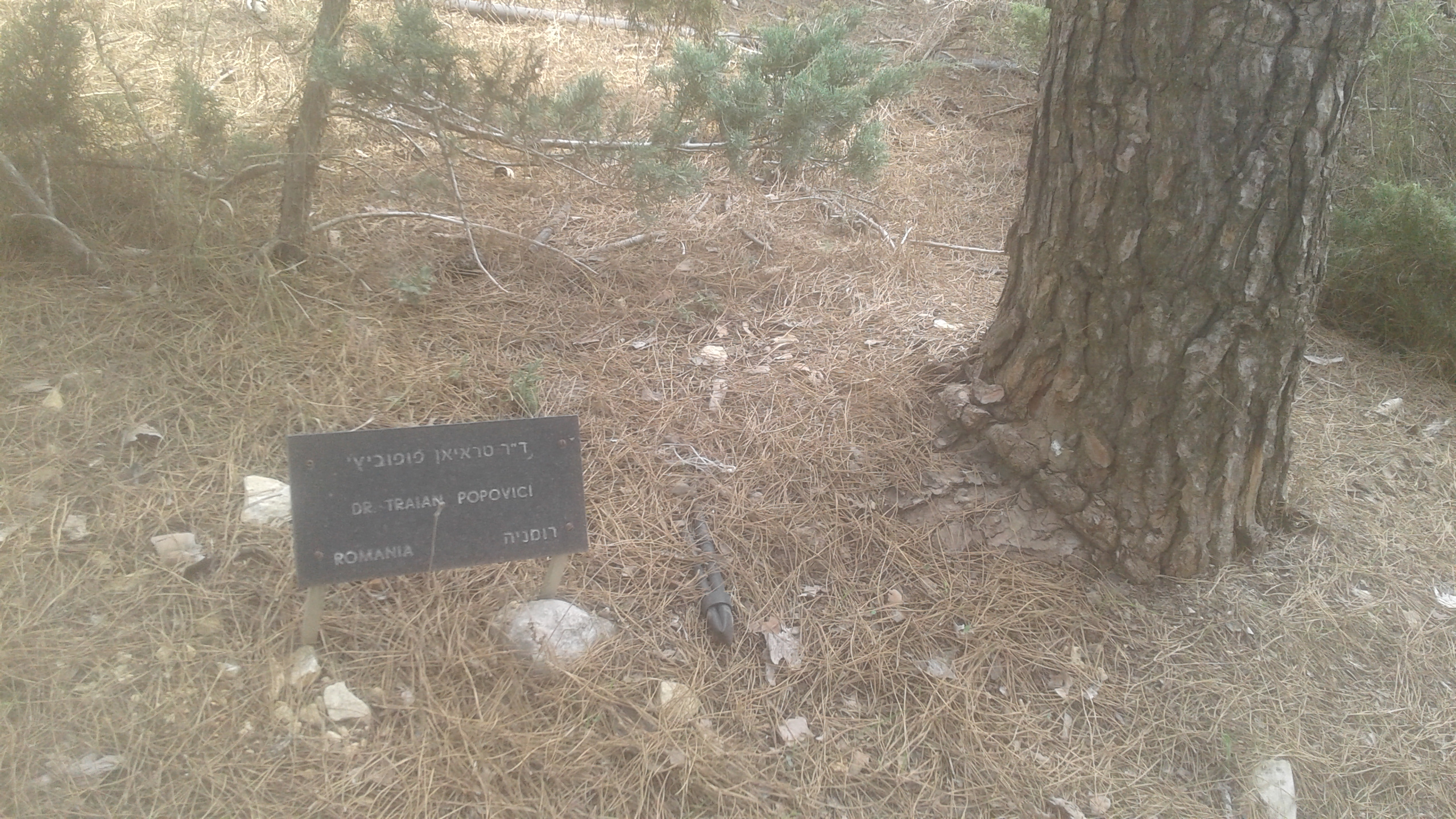
Traian Popovicis Gedenkstein in Yad Vashem

- 1969: Aufnahme in die Liste der Gerechten unter den Völkern aus Rumänien in Israel.
- 2000: Benennung einer Straße in Bukarest: „Strada Traian Popovici“
- 2009: Ehrentafel an seinem ehemaligen Wohnhaus mit einer Inschrift in ukrainischer, englischer und französischer Sprache: „Here lived Traian Popovici (1892 – 1946). In 1941, as Mayor of Czernowitz, he saved 19,600 Jews from deportation to Transnistria and probable death. Remembered in eternal gratitude by the Jews of Czernowitz.“[6]